# Andrew Cartmel
Pour les articles homonymes, voir Cartmel.
Andrew Cartmel, né en 1958, est un scénariste et journaliste britannique principalement connu pour avoir été scénariste et script-éditor (responsable des scénarios) pour la BBC dans les années 1980, notamment sur la série de science fiction Doctor Who. Il est aussi connu comme journaliste, auteur de bande dessinée et romancier.

## Biographie

### Débuts
Il commence par faire des études dans l'informatique et travaille au milieu des années 1980 sur la Conception assistée par ordinateur pour Shape Data Ltd à Cambridge, en Angleterre. À la suite de la mort de son père, Cartmel décide de se tourner vers un travail plus créatif.

### Doctor Who
En 1986, il se tourne vers l'écriture et produit deux scripts et assiste à un atelier d'écriture organisé par le département de la fiction de la BBC Television. Impressionné par le travail du jeune homme n'ayant pas encore trente ans, le producteur John Nathan-Turner l'embauche vers noël 1986 afin d'être script-éditor sur la série Doctor Who afin de remplacer Eric Saward qui avait démissionné à la fin de la vingt-troisième saison de la série. Cartmel travaille sur la série durant les trois années suivantes, avant que celle-ci ne soit annulé par la BBC à la fin de l'année 1989.
Cartmel y apporte une patte plus jeune, embauchant de nouveaux auteurs et ayant à l'esprit une vision ambitieuse, s'inspirant du travail du scénariste de bande dessinée Alan Moore. L'un de ses apports le plus significatif à la série est ce que les fans ont appelé le "Cartmel Masterplan" ("le plan général de Cartmel") une histoire de fond mystérieuse autour du Docteur inséré afin de donner du mystère au personnage. Beaucoup d'indice sont données, mais l'audience ne suit pas et la série s'arrête avant que le plan ne soit concrétisé.

### Autres écrits autour deDoctor Who
Immédiatement après l'annulation de la série, Cartmel devient script éditor de la série médicale Casualty durant une saison. Durant les années 1990 il scénarise alors des comic-books pour Judge Dredd Megazine et Doctor Who Magazine et écrit trois romans dérivés de la série Doctor Who pour Virgin Publishing et leurs Virgin New Adventures ce qui lui permet de réutiliser des éléments qu'il projetait de mettre dans la vingt-septième saison de la série.
En 2000, il écrit une pièces audiophoniques pour la compagnie "Big Finish" autour de l'univers de Doctor Who (Winter for the Adept) et devient scrip-éditor pour une saison intitulée The Lost Stories mettant en scène les épisodes à l'origine prévue pour la vingt-septième saison et écrit un certain nombre de scripts (Crime of the Century,  Animal et Earth Aid avec Ben Aaronovitch.) Il écrit aussi des romans dérivés de la série (Foreign Devils en 2003 et Atom Bomb Blues en 2005) Il propose même un épisode pour la série dérivée de Doctor Who Torchwood nommée 'The Jinx' qui fut abandonné à la suite du changement de format de la série après la deuxième saison.
En 2005, il publie un livre racontant les coulisses de la série à l'époque où il était script éditor Script Doctor – The Inside Story of Doctor Who 1986–89, ainsi qu'une histoire de la série non officielle : Through Time: An Unofficial and Unauthorised History of Doctor Who.

### Autres travaux
En 1999, Andrew Cartmel écrit son premier roman The Wise pour une collection chez Virgin alors intitulée Virgin Worlds. Il devient rédacteur pour le magazine de science-fiction Starburst qu'il quitte l'année suivante.
En 2001, il revient brièvement à la télévision pour être script-éditor de la seconde saison de la série de Channel 5 Dark Knight et écrit le dernier épisode de la série. En 2003, il écrit sa première pièce de théâtre, End of the Night, un thriller avec des accents gothiques.
En 2005, il scénarise aussi deux comics pour le journal 2000 AD : Judge Dredd: Swine Fever et Strontium Dog: Day of the Dogs. En 2008, il rédige Miss Freedom un roman se déroulant dans l'univers de la série de Patrick McGoohan, Le Prisonnier.

### Comic-books
- Doctor Who (dans Doctor Who Magazine #164–166, 175–178, 180 & 188–190, 1990–92)
- Doctor Who: Evening's Empire (dans Doctor Who Classic Comics Autumn Holiday Special 1993)[3]
- Judge Dredd (dans Judge Dredd Megazine vol.3 #11–12, 1995)
- Doctor Who: Phantom Freight (dans Doctor Who Fan Fiction Illustrated as a special guest author)

### Romans
- Doctor Who: Cat's Cradle: Warhead (1992)
- Doctor Who: Warlock (1995)
- Doctor Who: Warchild (1996)
- The Wise (1999)
- Judge Dredd: Swine Fever (2005)
- Strontium Dog: Day of the Dogs (2005)
- Doctor Who: Atom Bomb Blues (2005)
- Le Prisonnier: Miss Freedom (février 2008)
- The Rupert Hood Spy Thrillers: Operation Herod (2012)
- The Rupert Hood Spy Thrillers: Event Driven (2012)

### Nouvelle
- Doctor Who: Foreign Devils (2002)

### Épisodes audiophoniques
- Doctor Who: Winter for the Adept (2000)
- Doctor Who: Crime of the Century (2011)
- Doctor Who: Animal (2011)
- Doctor Who: Earth Aid (2011) avec Ben Aaronovitch.

### Télévision
- Dark Knight (série télé) : "Shameer" (2002)